# Reserva Natural de Marapendi
La Reserva Natural de Marapendi (Reserva de Marapendi) és una reserva de natura de costa (zona de protecció mediambiental) d'aproximadament 665,62 hectàrees, localitzada als barris de Barra da Tijuca i Recreio de Rio de Janeiro al Brasil. Creada per la preservació d'animals i plantes natives com l'Araucària del Brasil, la restinga, els mangles o el Tucà ariel
Les fronteres legals de la reserva s'estenen sobre el Parc Natural Municipal de Marapendi (Parque Natural Municipal de Marapendi). S'ha permès desenvolupar petites àrees amb un nombre reduït de comerciants dins de la reserva.

## Jocs Olímpics del 2016
El Camp de Golf Olímpic és un nou camp construït pels tornejos de golf dels Jocs Olímpics del 2016.

## Galeria
|  |  |  | A Marapendi Reserve Golf Course |